# Polissoir des Sept coups d’épée
Der Polissoir des Sept coups d’épée, auch als Polissoir à Buno-Bonnevaux bekannt, ist ein Sandsteinblock mit Wetzrillen, die als neolithisch angesehen werden. Ursprünglich lag er in der Nähe der alten Römerstraße Chemin de Grimery am Feldrand auf einem Plateau mit Blick auf das Tal der Essonne zwischen der Gemeinde Buno-Bonnevaux und dem Flughafen (aérodrome Buno-Bonnevaux) im äußersten Südosten des Départements Essonne in Frankreich. Er befand sich nur ungefähr 40 m von dem noch größeren Polissoir de Grimery entfernt, wurde aber später in den Garten der Kirche Saint-Léger in Buno-Bonnevaux verlegt, wo er zu besichtigen ist.

## Beschreibung
Der ungefähr 80 Zentimeter hohe Stein weist auf einer Seitenfläche sieben parallele Rillen auf. Solche Steine werden in der französischen Archäologie als polissoirs (Poliersteine) bezeichnet. Es wird angenommen, dass die Rillen in der Jungsteinzeit entstanden, als der Stein zur Schärfung von Beilklingen benutzt wurde. Die Steinbeile wurden in dieser Region zumeist aus Feuerstein hergestellt.
Der Stein ist seit 1928 als historisches Denkmal in der französischen Denkmalliste Base Mérimée eingetragen. In Frankreich stehen 66 ortsfeste Wetz- und Schleifsteine als monuments historiques unter Denkmalschutz, acht davon wurden im Département Essonne gefunden.
Im Ort befindet sich die beiden Hypogäen Champtier des Bureaux und Fontaine Saint-Léger.